# John Dallas
John Dallas (ur. 17 czerwca 1878 w Edynburg, zm. 31 lipca 1942) – szkocki rugbysta, reprezentant kraju, sędzia sportowy, prawnik.
W Home Nations Championship 1903 rozegrał jedno spotkanie dla szkockiej reprezentacji zdobywając wówczas przyłożenie. Sędziował następnie mecze w Home Nations Championship/Pucharze Pięciu Narodów, a także inne spotkania jak jedyną porażkę nowozelandzkiej kadry podczas tournée w roku 1905.
Podczas I wojny światowej służył w The Royal Scots, a następnie był sędzią w Aberdeen.